# Литература урду

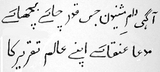
Поэма Галиба написанная почерком насталик

Литература урду (урду اردو ادب‎) — литература, которая получила развитие на территории Индии и Пакистана на языке урду, ставшего средством межобластной коммуникации и сложившегося на основе североиндийского диалекта кхари-боли. Из-за того, что литература урду получила распространение на той же местности и в той же этнической среде, что и литература хинди, у них имеются тесные взаимосвязи и историческая общность судеб, вплоть до того, что средневековые произведения, свободные от заимствований из других языков и основанные на разговорном диалекте, одновременно принадлежат обоим литературам.

## Происхождение термина
Термин «литература урду» появился в XVIII веке и, как и сам язык урду, на ранних этапах эта литература называлась «хиндави», «дакхни» и др. подобными наименованиями. Вследствие влияния исламской религии на литературу урду с самого момента её зарождения, в ней прослеживается тесная связь с мусульманской культурной традицией. Письменность урду на основе арабской вязи, многочисленные заимствования из арабского и персидского языков, персидская система стихосложения только усуиливают эту связь. Однако создателями литературы урду были не только мусульмане, но и индусы, что и определило своеобразие этой литературы среди других литературных традиций Индии.

## История

### Ранний период становления. Хиндави
В XI—XII веках на север Индии вместе с мусульманскими завоевателями из Среднего Востока заносится язык фарси. Зарождается двуязычие: «литературный» персидский язык противостоит «нелитературному» языку социальных «низов» — хиндави, на котором развивается местный фольклор. Но существуют косвенные данные об использовании этого языка в литературе: исследователи предполагают, что на этом языке был написан диван Масуда Саада Салмана (1046—1121). Также этот язык использовался суфийскими проповедниками (Ходжа Сумнани, «Мораль суфизма» и др.).

### Дакхни
После разрушения Дели войсками Тамерлана в 1398 году на территории Декана (Южная Индия) возникают несколько независимых княжеств. Мусульманские правители Биджапура и Голконды делают местный вариант урду государственным языком и всячески поощряют его литературное использование. Эта литература получила название дакхни (южная). До наших дней дошли произведения около 50 «южных» поэтов.
Использование урду в качестве межобластного языка общения, близость истоков местной индуистской литературы и привнесённой мусульманами суфийской литературы, влияние литературных традиций народов Южной Индии (телугу, тамилы, каннада) определили процветание литературы на языке урду на территории Декана.

### Расцвет деканской школы в XVI—XVII веках
В XVI—XVII вв. наступил период наибольшего расцвета деканской школы и начала непрырывной традиции литературы урду. Султан Биджапура, поэт Ибрахим Адиль-шах II (1580—1627), а также правители Голконда Мухаммад Кули Кутб-шах (1568—1611) и Абуль-Хасан Кутб-шах (правил в 1672—87 гг.) всячески способствовали развитию как мусульманской, так и местной индийской культуры. Терпимость и меценатство этих властителей привлекли на Декан мнжество индийских поэтов того времени. В конце XVII века творила Чанда-биби, первая поэтесса, опубликовавшая полный сборник стихов.

### XVIII век
С XVIII века литература урду развивается преимущественно на севере Индии, а южная Деканская школа приходит в упадок. Ослабление империи Моголов подрывает положение местной персоязычной литературы и при дворе и др. центрах Севера Индии культивируется поэзия на языке урду.

### После разделения Индии и Пакистана
После обретения независимости Пакистаном в 1947 году литература урду развивается в рамках двух государств — Индии и Пакистана.